# Mowag Eagle
MOWAG Eagle es un vehículo blindado de transporte de personal y reconocimiento, desarrollado por la compañía suiza MOWAG. Cuenta con varias versiones. La actual, introducida en 2003, es el Eagle IV, que está basada en el chasis del Duro IIIP. El Eagle original usaba el chasis y el engranaje del Humvee, mientras que el Eagle II e Eagle III usan el del Humvee ECV.. El Eagle IV e Eagle V usan el del Mowag Duro.
Una variante modular 6x6 ha sido desarrollada para el Ejército Australiano y anunciada y probada en el Eurostatory 2012.

## Usuarios

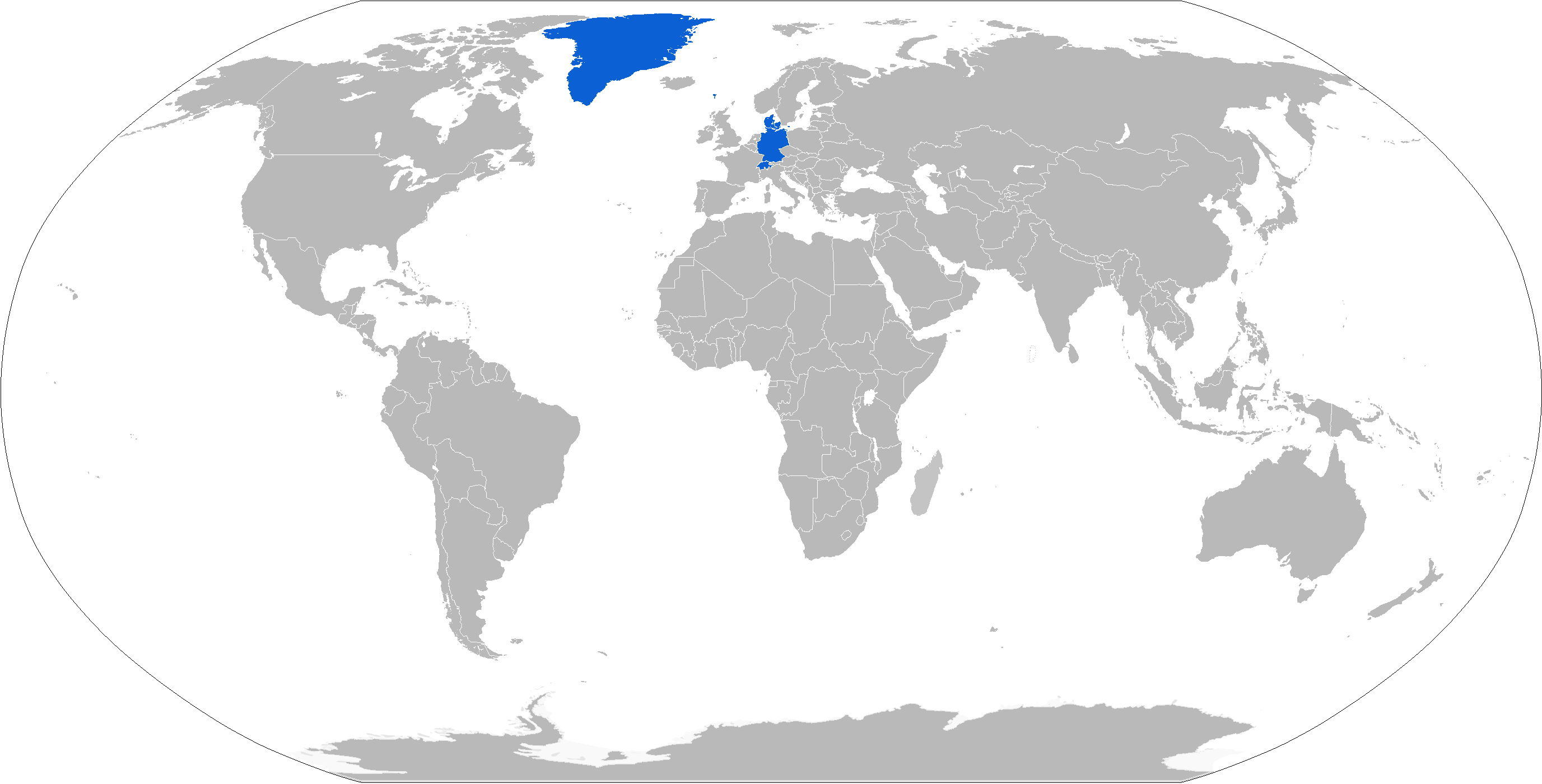
Mapa de los operadores del Mowag Eagle.

### Eagle I, II, III
- Ejército Suizo - Un total de 329 Eagle I y II están en servicio como blindados ligeros de reconocimiento (Aufklärungsfahrzeug), armados con ametralladoras Pz Mg 51/71 de 7.5mm con visor térmico y radio. Son conocidos localmente como Aufklärungsfahrzeug 93 y Aufklärungsfahrzeug 97. 120 Eagle III fueron adquiridos en 2003 como observadores para artillería móviles con importantes mejoras en comunicaciones y equipos de vigilancia.
- Real Ejército Danés - 36 Eagle I, conocidos localmente como Spejdervogn M/95. Actualmente, el M/95 usado sin la torreta original MKB-2.

### Eagle IV
- Policía cantonal de Zúrich - Posee 1 Eagle IV destacado en el Aeropuerto de Zúrich.
- Real Ejército Danés - 90 vehículos[3]
- Ejército Alemán - 495 vehículos (475[4] pedidos + 20 configurados como ambulancias).
- Policía Federal Alemana - 10 vehículos.[5]

### Eagle V
- Ejército Alemán - Pidió 176 Eagle V en mayo de 2013[6]
- Real Ejército Danés - Pidió 36 Eagle V en cuatro configuraciones diferentes (patrulla, guerra electrónica, apoyo y reconocimiento) en mayo de 2017. Las entregas se esperan que comiencen en 2018 y finalicen en 2019.[7][8]

## Galería

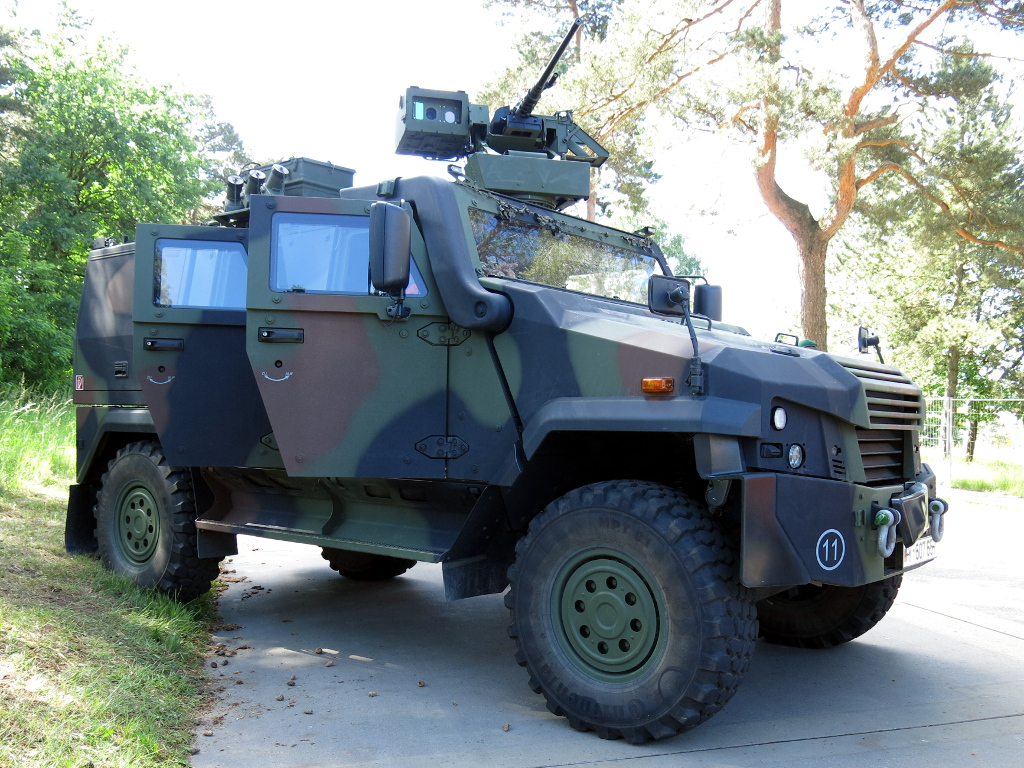
Eagle V operativo
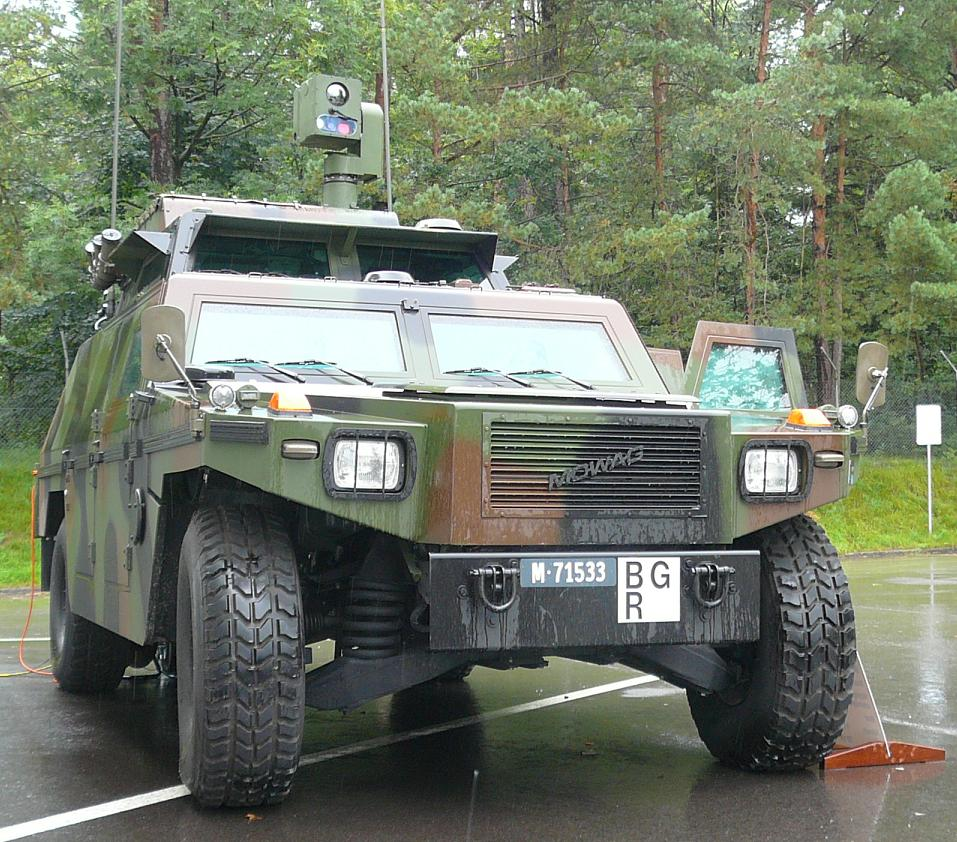
Eagle III suizo de reconocimiento
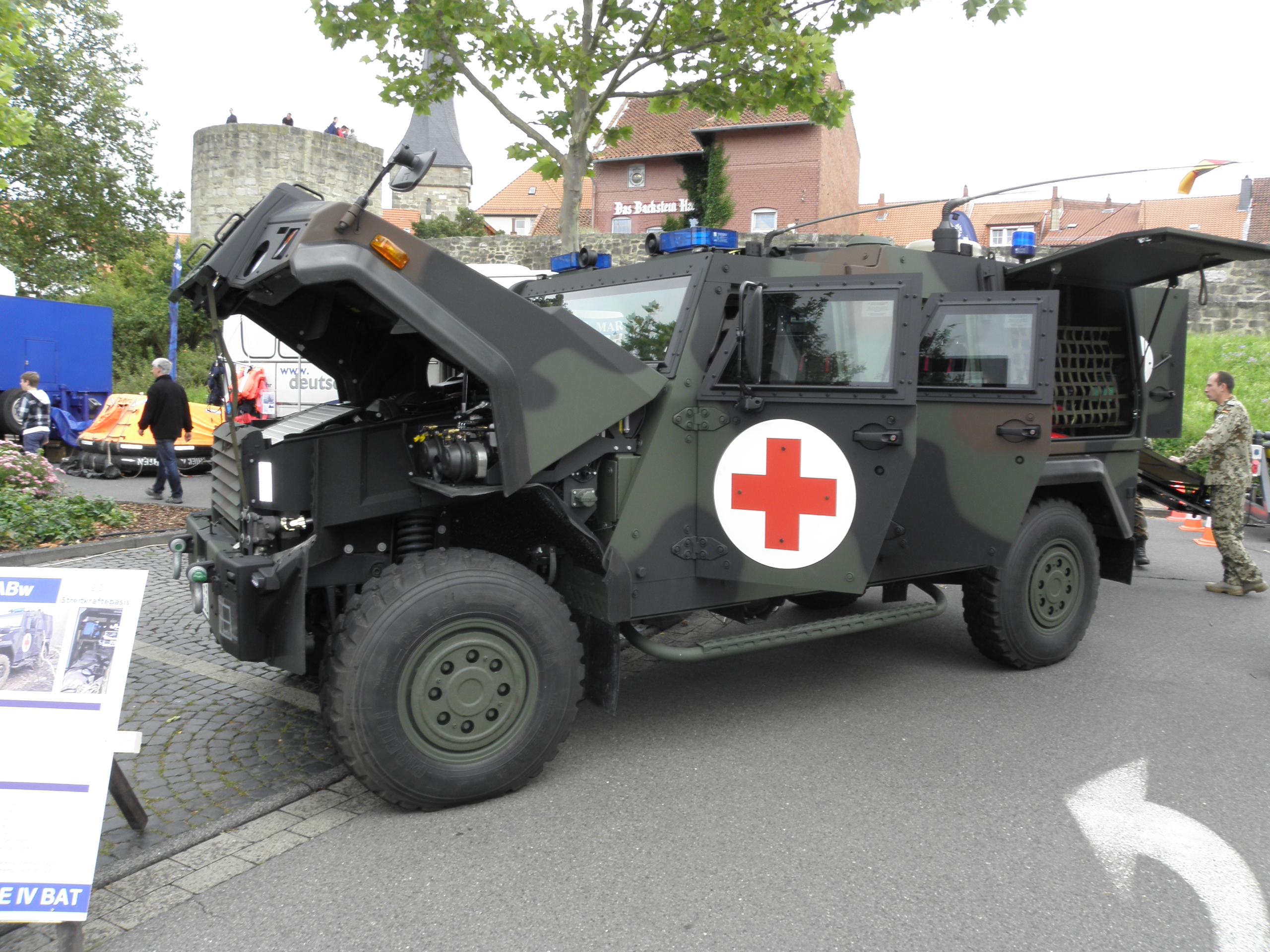
Mowag Eagle versión ambulancia
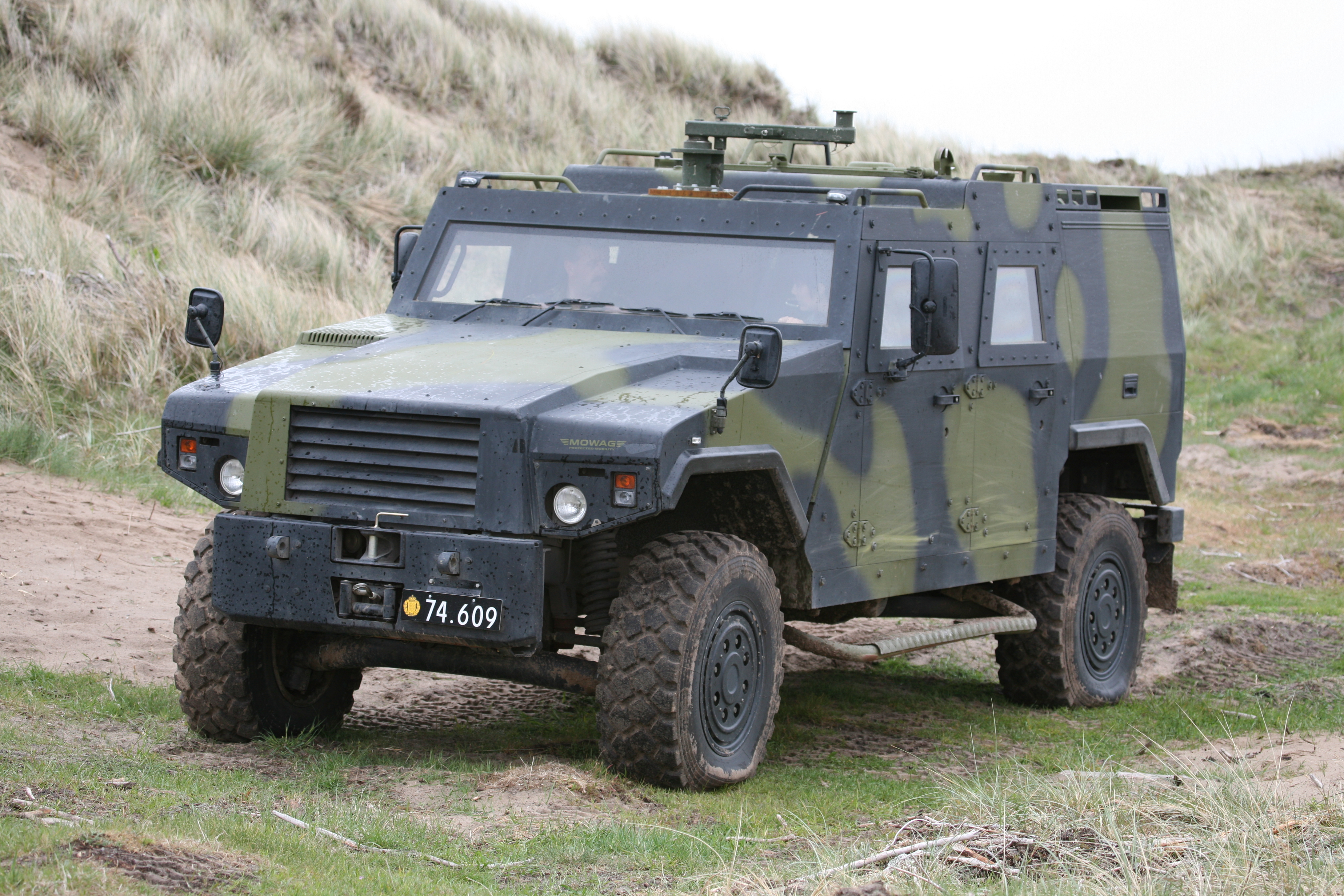
Eagle IV danés
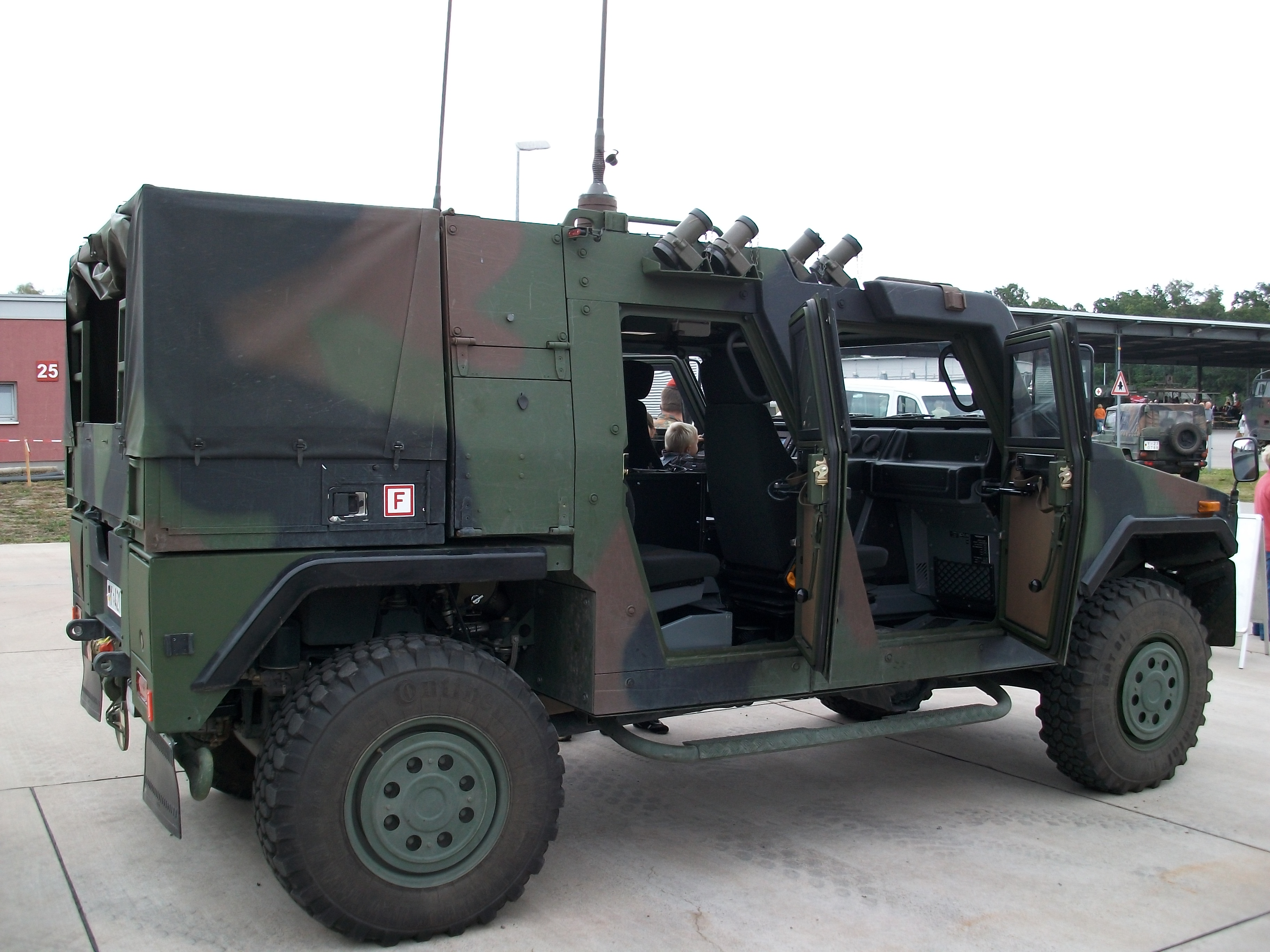
Eagle IV alemán visto de lado
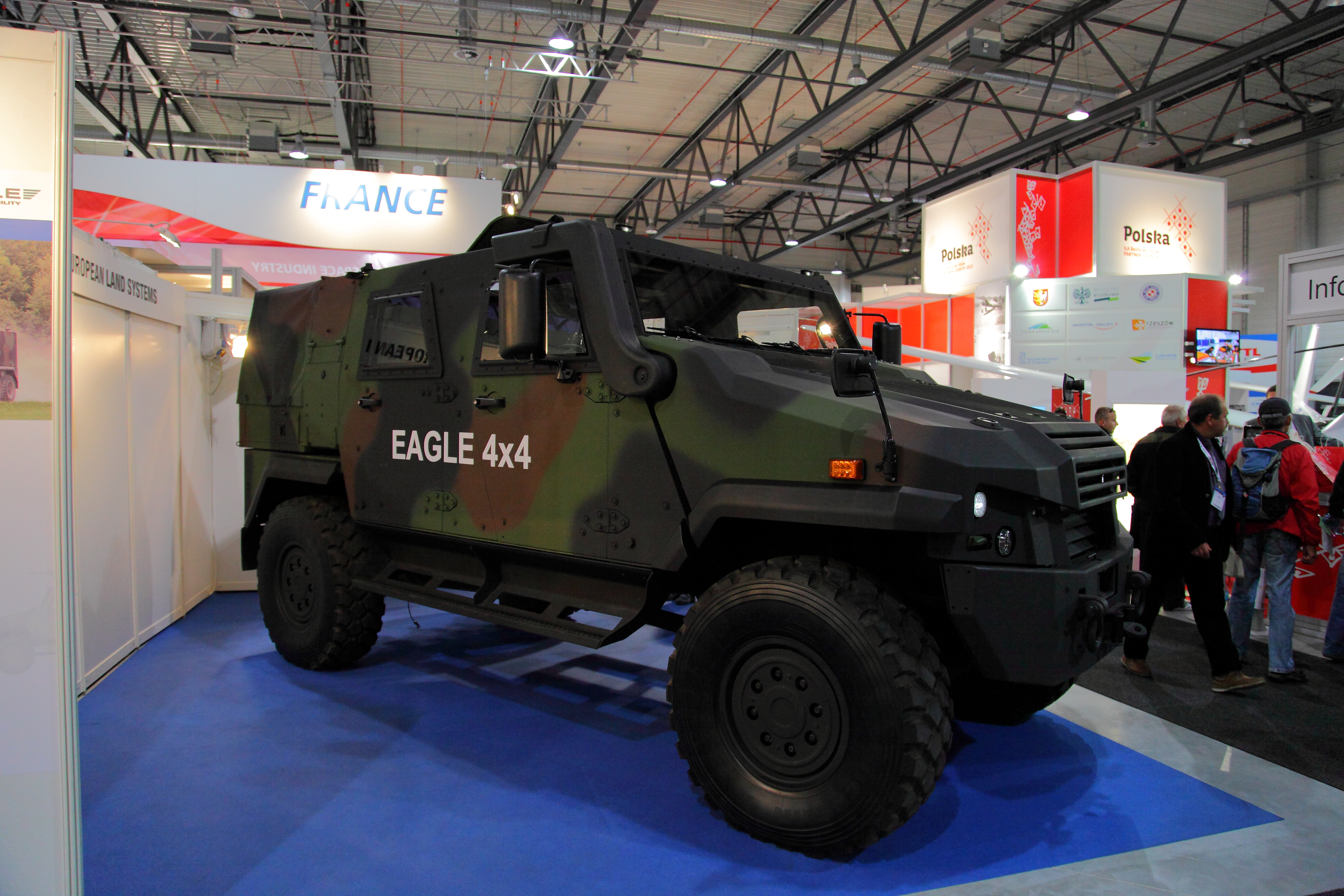
Eagle V exhibitorio visto de lado

### Desarrollos relacionados
- Humvee
- URO VAMTAC
- Pinzgauer
- Agrale Marrúa
- VLEGA Gaucho
- GAZ-2975 Tigr
- Tiuna